# Mark Hudson (musicista)
Mark Hudson (Portland, 23 agosto 1951) è un produttore discografico e musicista statunitense, autore di canzoni e collaboratore musicale.
Ha lavorato per Cher, Ringo Starr, Aerosmith, Scorpions, Ozzy Osbourne, Hanson ed altri.